# Libro de los juegos

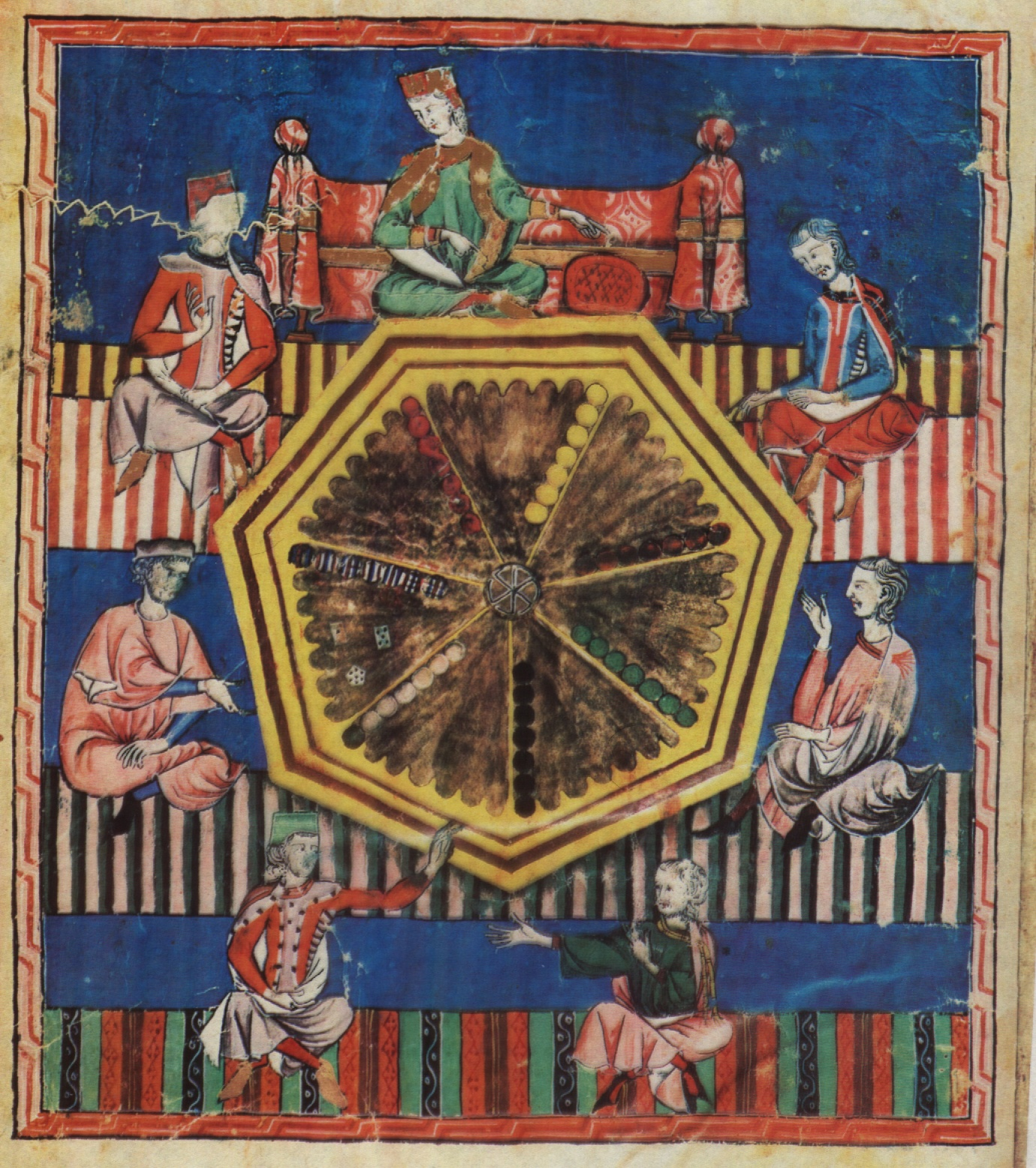
El juego de tablas astronómicas, del Libro de los juegos

El Libro de los juegos o Libro del ajedrez, dados y tablas (en su transcripción original Juegos diversos de Ajedrez, dados, y tablas con sus explicaciones, ordenados por mandado del Rey don Alfonso el sabio) fue encargado por Alfonso X «el Sabio», rey de Castilla, León y Galicia entre 1252 y 1284.
El libro consta de 98 páginas, con 150 ilustraciones en color. Los juegos cubren el ajedrez (incluyendo los problemas de ajedrez más antiguos que se conocen en Europa), el alquerque, los dados y tablas (la familia de juegos que incluye al backgammon). El libro contiene la descripción más antigua de alguno de estos juegos, incluyendo algunos importados de los reinos musulmanes. 
El libro es uno de los documentos más importantes para la investigación de los juegos de mesa. El único original conocido se encuentra en la biblioteca del Monasterio de El Escorial, cerca de Madrid. Está encuadernado en piel de oveja y mide 42 × 30 cm.
Una copia de 1334 se conserva en la biblioteca de la Real Academia de la Historia.

## Alfonso X el Sabio y el ajedrez

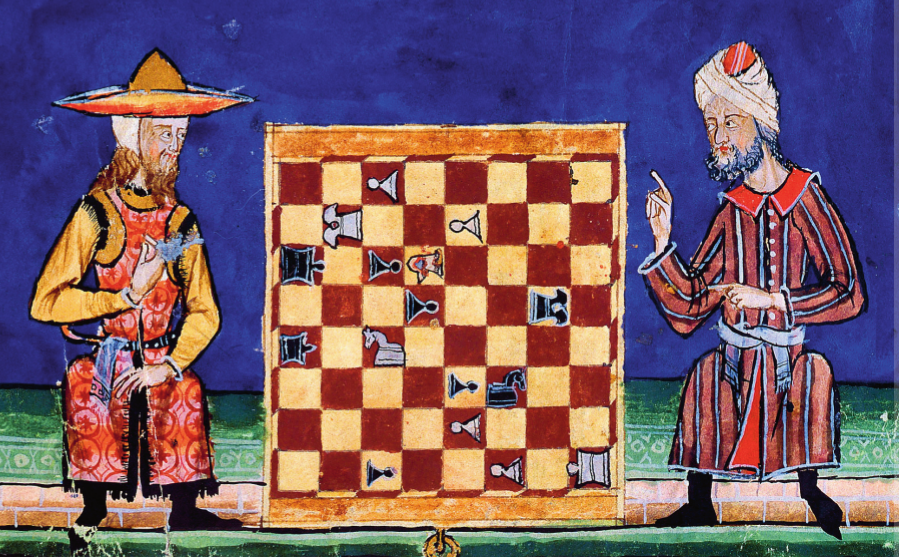
Miniatura del Libro de los juegos de Alfonso X el Sabio que representa a un judío (izquierda) y a un musulmán (derecha) jugando al ajedrez.

El ajedrez llega a Europa de la mano de los musulmanes a través de al-Ándalus y las cruzadas. El juego se hace muy popular, sobre todo en el Imperio y en España. Con el avance de la Reconquista el ajedrez no cae en el olvido, sino que es practicado por los nobles y clérigos cristianos.
Durante la Edad Media se escriben al menos cuatro obras sobre el ajedrez, por parte de los judíos. El más destacable es el «Poema de ajedrez» atribuido al célebre rabino sefardita Abraham ibn Ezrah (1092-1167). El ajedrez se considera juego de nobles y se llega a prohibir su práctica al pueblo. Se recomienda comenzar su enseñanza a los seis años.
Hasta finales del siglo XII las casillas del tablero eran de un solo color, normalmente blancas, con los trazos de separación marcados, pero ya en el siglo XIII la alternancia de casillas negra y blancas está totalmente generalizada.
La Iglesia llega a prohibir el consumo alcohol, porque se solía apostar dinero. En 1212 el concilio de París condena el juego. Medida impulsada por los obispos Guy y Eudes de Sully. Esta sentencia es confirmada en Polonia por el rey Casimiro II y en Francia por Luis IX de Francia (1226-1270). Lo que no quita para que el Museo del Louvre conserve un juego perteneciente a san Luis. Sin embargo estas prohibiciones caen en saco roto.
La extraordinaria obra de traducción, recopilación y legislación de Alfonso X el Sabio que hizo durante su reinado (1251-1284) incluyó la composición de un libro de ajedrez: Juegos diversos de axedrez, dados, y tablas con sus explicaciones, ordenados por mandado del rey don Alfonso X el Sabio y es el libro más antiguo sobre el ajedrez que nos ha llegado, compuesto en 1283. Consta de 98 folios de pergamino con 150 espléndidas miniaturas. Está dividido en siete partes, la primera de las cuales es la que está dedicada al ajedrez: «libro de ajedrez». En ella se describe las reglas y se incluyen 103 problemas, de los cuales 89 aparecen en otros tratados de origen árabe. Se conserva en la biblioteca de El Escorial.
Fue en España, y en tiempos de Alfonso X el Sabio cuando los trebejos o piezas del ajedrez tomaron ese aspecto medieval que tiene hoy, con el rey y la reina (llamada entonces alferza o capitán), los caballeros, las torres y los obispos, que en español siguen siendo alfiles. La forma de jugar antes de 1475 era más parecido a como jugaban los persas en el siglo V que al ajedrez actual.
Anteriormente las torres se llamaban roques y la dama era la reina, término que aún se usa en muchos países. El caballo representa al caballero andante; por eso los ingleses usan knight y no horse. El alfil (al-fil es una palabra árabe de origen pelvi que significa elefante), también representó otros personajes: obispo (bishop en inglés, bispo en portugués) o bufón (en la actualidad en Francia se llama fou, loco).
La partida más antigua de la que se tiene constancia, según la «Enciclopedia Oxford de partidas de ajedrez» data de 1490, aunque no sigue las reglas del ajedrez moderno.

## Juegos
Algunos juegos incluidos en el libro son:
- Ajedrez.
- Ajedrez Cuatro Estaciones o Acedrex de Los Quatros Tiempos.
- Alquerque.
- Grande Acedrex.
- Juegos de dados.
- Juego del molino o Alquerque de nueve.
- Distintos juegos de tablas, antecesores del backgammon moderno. Estos eran el Quinze Tablas, Doce Canes, Doce Hermanos, Doblet, Fallas, Seys Does e As, Emperador, Medio-Emperador, Paireia de Entrada, Cab e Quinal, Todas Tablas, Laquet, Buffa Cortesa, Buffa de Baldrac y Rencontrat.